# Köplust (film)
Köplust, amerikansk film från 1993.

## Synopsis
En dag kommer det en främling till den lilla staden Castle Rock, en charmerande herre vid namn Leland Gaunt (Max von Sydow). Leland får många nyfikna besökare när han öppnar en antikaffär på huvudgatan. Leland kan erbjuda saker som folket i byn alltid har drömt om och allt han begär är en liten gentjänst, men i takt med butikens framgångar ökar våldet bland invånarna.

## Handling i detalj
Under förtexterna får tittaren via bilder tagna från helikopter lära känna New Englands vilda natur. På en landsväg kommer en äldre svart Mercedes farande mot den lilla staden Castle Rock. Polly Chalmers, ägare till stadens café och hennes assistent Nettie står och tittar ut genom fönstret. Mittemot ska en antikaffär öppnas men ännu är fönstren förtäckta. Nettie tror att någon gömmer någonting där och det hela verkar mystiskt.
Sheriffen Alan Pangborn kommer in och beställer en smörgås. För Nettie visar han upp en liten ask med en ring. Han sätter sig och småpratar med Polly. Nettie visar honom en annons från dagens tidning att det ska öppnas en ny butik, Needful Things. Ingen vet vem ägaren är, inte någon från trakten. Sheriffen tar fram förlovningsringen och friar till Polly.
Unga Brian Rusk står och försöker titta in i butiken. Han ser att det står "öppet" på dörren och går in. Ägaren, Leland Gaunt, är en charmig äldre gentleman. Brian berättar om sin samling av baseball-kort som saknar ett enda kort. Detta kort är värt 700 dollar och således kommer Brian aldrig att kunna komplettera samlingen. Som tur är har Gaunt just det kortet och han säljer det för 95 cent. Brian måste dock göra ett litet spratt mot Wilma Jerzyck, kalkonuppfödare utanför stan. När Brian gått tar Gaunt fram en anteckningsbok, fylld med namn. På en ny sida skriver han Castle Rock och under det Brians namn. Brian cyklar ut till gården och kastar jordkokor på Wilmas nytvättade vita lakan som hänger uppe för att torka.
Affärsmannen Danforth "Buster" Keeton kommer rusande in på sheriffens kontor och skäller ut vicesheriffen Norris för att han har fått parkeringsböter. Keeton tänker fixa så att Norris får sparken.
Nettie kommer till den nyöppnade affären med en tårta. I dörren träffar hon Wilma Jerzyk som är arg på Nettie för att hennes hund alltid skäller. Den städse charmerande Gaunt visar Nettie en porslinsfigur, en likadan som Nettie hade för många år sedan men som gick sönder. Gaunt verkar känna till Netties exman som brukade misshandla henne och som Nettie i desperation slog ihjäl. När hon sätter figuren mot örat tycker hon sig höra barnaskratt - vilket väcker något till liv inom den barnlösa Nettie. Gaunt ger henne figuren men Nettie måste spela ett spratt för Buster Kenforth, ett helt oskyldigt spratt och ingen kommer att misstänka henne.
Även sheriffen kommer till affären. Gaunt bjuder på kaffe och kaka och Pangbourn berättar om att han kom till staden från Pittsburgh. Gaunt berättar att han själv kommer från Akron, Ohio.
Stadens två kyrkor ligger i fejd med varandra. Katolikerna ska anordna en kasinokväll och fader Meehan har fått hotbrev. Anonyma baptister varnar för vad som ska hända om katolikerna fortsätter dyrka påven och be till den "babylonska skökan". Sheriffen lovar att prata med baptistprästen, pastor Rose.
När Wilma Jerzyk och hennes man kommer hem får de se de nedsmutsade lakanen. Wilma är snabbt på det klara med att det är Nettie som har gjort det som hämnd för att Wilma lovade döda Netties hund. Hon ringer upp Nettie och lovar en gruvlig hämnd.
Hugh Priest sitter i en bar och har druckit alldeles för mycket. Han blir utkastad och går förbi den nya affären där det i fönstret hänger en sportjacka från 1950-talet, en precis likadan Hugh hade när han var ung och framgångsrik. Inne i affären försäkrar Gaunt honom att han åter kan bli lika framgångsrik. För att få jackan behöver han bara spela ett litet spratt för Nettie Cobb.
Pastor Rose från Baptistkyrkan kommer till affären och ber att få sätta upp en affisch mot spel och dobbel. Gaunt avböjer vänligt men erbjuder istället en gåva. Strax efter kommer fader Meehan dit och får med sig en underbart vacker nattvardsbägare. Affären går bra och flera av stadens invånare lämnar butiken med ett föremål de alltid velat ha mot ett löfte att göra en tjänst åt Gaunt.
Keeton sitter och tittar på hästsport när sheriffen kommer på besök. Kenforth sköter om stadens ekonomi men nu vill delstatsrevisorerna komma och titta på kvitton. Kenforth erkänner att han lånat 20 000 dollar av staden för att täcka sina affärsförluster men att han ska betala tillbaka om fyra dagar. Dagen efter besöker Keeton butiken där Gaunt råkar ha ett brädspel som har en märklig förmåga att förutsäga vilken häst som ska vinna kommande galopptävlingar. Keeton inser att detta är hans chans att få ordning på sina affärer och får det i utbyte mot ett spratt.
Dagens efter genomförs på olika håll en massa spratt. Brian åker ut till Jerzyks gård och krossar alla fönster genom att kasta äpplen. Hugh Priest åker hem till Nettie och dödar hunden. Hon är samtidigt hemma hos Buster och sätter upp böteslappar i hans hus. När Nettie kommer hem igen och får se att hunden är död åker hon ut till Jerzyks gård. När Wilma kommer hem, får se alla fönster krossade och Nettie i hennes kök utbryter ett vilt slagsmål och kvinnorna dödar varandra. Medan detta händer får Polly besök av Gaunt. Polly, som lider av svår reumatism, får en magisk amulett av Gaunt, en amulett som gör att smärtan försvinner.
Dagen efter är morden det stora samtalsämnet. På sheriffens kontor är utredningen i full gång. Dit har det kommit en present till vicesheriffen och när Norris sticker ned handen slår en råttfälla igen om fingrarna på honom. På en medföljande lapp tackar Buster honom för böteslapparna. Sheriffen mötte Brian Rusk ute vid Jerzycks gård kvällen innan och bestämmer sig för att leta reda på honom - Rusk verkar nämligen veta något om varför Wilma och Nettie dödade varandra. Sheriffen hittar honom till slut ute vid fyren. Brian är mycket upprörd och förklarar att det är Leland Gaunt som förgiftar stämningen i staden. Han tar upp en pistol och försöker skjuta sig.
Medan Hugh Priest sitter på baren och blir kanonfull skär fader Meehan sönder hans däck. När Hugh Priest ännu en gång blir utkastad från baren och får se hur hans bil ser ut drar han slutsatsen att det är barägaren, Henry Beuafort, som gjort det. Han linkar bort till Gaunts butik som föreslår att det är dags att ta itu med Bufourt en gång för alla och överlämnar ett hagelgevär.
Sheriffen Pangborn åker hem till Polly och berättar om sina misstankar mot Gaunt. Han får se den amulett hon bär runt halsen för att slippa reumatismen och tycker att hon ska ta av den. När han har gått tar hon fram en brevkniv och öppnar locket. Smärtorna i fingrarna återkommer mycket starkare än tidigare och hon ramlar ned på golvet, oförmögen att själv ta på sig amuletten igen. Men då står Leland Gaunt framför henne. Han hjälper henne och berättar att sheriffen och Buster Kenforth tillsammans har stulit pengar från stadskassan. Om hon behöver bevis kan hon åka ut till sheriffens båt där han har pengarna. I mörkret och regnet åker hon dit och hittar massor med kuvert fyllda med 500-dollarssedlar.
Efter ett nattligt besök i Gaunts affär som verkar märkligt ödslig och övergiven återvänder sheriffen till kontoret. Polly ringer och berättar att hon vet att han och Buster tillsammans har förskingrat pengar och att hon bryter förlovningen. Just då hörs en stor smäll utifrån gatan. Därute håller Buster på att gång på gång köra ini den ena polisbilen. Sheriffen och Norris övermannar Buster men när sheriffen sticker för att hitta Polly lyckas Buster slå ned vicesheriffen. Med ena handen i handboja åker han hem. Med plötslig "insikt" inser han att hans hustru är en av konspiratörerna som ska sätta dit honom och slår ihjäl henne.
Hugh Priest går in på baren med sitt gevär men även barägaren är beväpnad och båda männen skjuter ihjäl varandra. Buster har apterat en stor bomb utanför den katolska kyrkan och när sheriffen står och pratar med fader Meehan exploderar ena kortsidan i en jättesmäll. När sheriffen har kvicknat till råder det upplopp och vandalisering i centrum. Vicesheriffen berättar att någon har dödat Busters hustru när Buster springer förbi och kastar in en bomb i en affär. Butiken sprängs i luften. Fader Meehan och prästen Rose har mötts till slut i ett slagsmål på liv och död. Med några skott i luften får sheriffen slut på slagsmålen och vandaliseringen. På farstubron står Leland Gaunt och sheriffen anklagar honom för att ligga bakom allt som hänt de senaste dagarna. Stadens människor inser att han har rätt och erkänner vilka oskyldiga pojkstreck de ligger bakom, bl.a. pastor Rose som har lagt kuverten med pengarna i Pangborns båt.
Sheriffen säger åt Gaunt att han är avslöjad men just då kommer Buster ut med ett gevär och skjuter honom i axeln. Buster har kopplat dynamitstubbar som han bär runt halsen till en utlösare. Gaunt säger åt honom att trycka på knappen, "Put this city out of its misery", men Buster inser också att det är Gaunt som ligger bakom allting. Han kastar sig om halsen på Gaunt och när de ramlar genom ett av fönstren sker en jättekraftig explosion som helt och håller jämnar huset med marken.
När röken har lagt sig går sheriffen och hans vicesheriff fram till resterna. Ut ur röken kommer dock Leland Gaunt gående utan ens en fläck på rocken. Han berättar att han lämnar Castle Rock, sätter sig i sin stora svarta Mercedes och kör iväg.

## Om filmen
Filmen är baserad på en roman av Stephen King. Filmbolaget Castle Rock Entertainment är förstås döpt efter den fiktiva staden Castle Rock som finns med i flera av Kings romaner. Filmen är inspelad i Gibsons Landing, British Columbia.

## Tagline
- Now it's time to pay!
- The town of Castle Rock just made a deal with the Devil... Now it's time to pay!
- Buy now. Pay later.

## Rollista (i urval)
- Max von Sydow - Leland Gaunt, butiksägare
- Ed Harris - Alan J. Pangborn, sheriff
- Bonnie Bedelia - Polly Chalmers, butiksägare
- Amanda Plummer - Netitia 'Nettie' Cobb, Pollys butiksbiträde
- J.T. Walsh - Danforth 'Buster' Keeton III
- Ray McKinnon - Vicesheriffen Norris Ridgewick
- Duncan Fraser - Hugh Priest
- Valri Bromfield - Wilma Jerzyk
- Shane Meier - Brian Rusk
- W. Morgan Sheppard - Fader Meehan
- Don S. Davis - Prästen Rose
- Campbell Lane - Frank Jewett
- Eric Schneider - Henry Beufort